# Masataka Imai
Masataka Imai (今井 雅隆 Imai Masataka?, nacido el 2 de abril de 1959 en Shimizu, Shizuoka) es un exfutbolista japonés que se desempeñaba como guardameta y entrenador.

## Clubes

### Como futbolista
| Club     | País  | Año         |
| -------- | ----- | ----------- |
| Honda FC | Japón | 1982 - 1990 |

### Como entrenador
| Club                             | País      | Año         |
| -------------------------------- | --------- | ----------- |
| Honda FC                         | Japón     | 1989 - 1992 |
| Selección de fútbol de Filipinas | Filipinas | 2001        |
| Avispa Fukuoka                   | Japón     | 2002        |
| Selección de fútbol de Macao     | Macao     | 2003 - 2004 |
| Tokushima Vortis                 | Japón     | 2007        |